# Шульц, Инго
Инго Шульц (род. 1975) — немецкий легкоатлет, который специализировался в беге на 400 метров. Серебряный призёр чемпионата Европы в помещении 2000 года в составе эстафеты 4×400 метров. Серебряный призёр чемпионата мира 2001 года. Выступал на чемпионате мира 2003 года в Париже, но не смог выйти в финал. На олимпийских играх 2004 года занял 7-е место в эстафете 4×400 метров, а также выступил на дистанции 400 метров, на которой не смог выйти в финал. Чемпион Германии в 2002, 2003 и 2004 годах и бронзовый призёр 2007 года.